# Лурье, Яков Соломонович
Я́ков Соломо́нович Лурье́ (20 мая 1921, Петроград — 18 марта 1996, Санкт-Петербург) — советский и российский филолог, историк культуры, литературовед. Доктор филологических наук, профессор. Исследователь летописей, источниковед и публикатор источников по истории средневековой России. С 1982 года профессор-консультант ЛГУ. Считался одним из крупнейших советских и российских специалистов по русскому средневековью.
Сын антиковеда С. Я. Лурье, отец телеведущего Л. Я. Лурье.

## Биография
В 1938—1939 годах работал в Эрмитаже.
В 1937—1941 годах учился на историческом факультете ЛГУ, окончил его с отличием. Как отмечают исследователи, его дипломная работа, выполненная в семинаре источниковеда М. Д. Приселкова, была посвящена политическим процессам XV в., и две публикации в Ученых записках ЛГУ (в 1939 и 1941 гг.) также связаны с этой тематикой. Только последняя из трех студенческих публикаций (тоже 1941 г.) посвящена письмам Джерома Горсея. В армию не призван из-за слабого зрения. Покинул Ленинград с одним из последних поездов, выехавших до окружения города.
В Енисейске сперва работал в педучилище, готовящем воспитателей детских садов и учителей начальной школы. В 1941—1942 годах преподавал в Енисейском государственном учительском институте.
22 июля 1942 года защитил в Томском государственном университете диссертацию на соискание учёной степени кандидата исторических наук «Русско-английские дипломатические отношения во второй половине XVI века» (оппонентами были А. И. Неусыхин, давший благожелательный отзыв, и Ф. А. Хейфец).
В 1943—1944 годах преподавал в Коломенском учительском институте, в 1945—1949 годах — в Институте живописи, скульптуры и архитектуры имени И. Е. Репина и в ЛГПИ, затем — в Мурманском учительском институте (1949 г.), в Карело-финском педагогическом институте.
В 1949—1952 годах из-за развернувшейся в СССР политической кампании борьбы с космополитизмом не имел постоянной работы.
В 1953—1957 годах был младшим научным сотрудником Музея религии и атеизма.
В 1957—1982 годах работал в секторе (отделе) древнерусской литературы Пушкинского дома АН СССР. Был вынужден уйти на пенсию после судебного приговора его литературному секретарю А. Б. Рогинскому.
В 1962 году защитил докторскую диссертацию «Идеологическая борьба в русской публицистике конца XV — начала XVI вв.».
Область научных интересов: русское летописание, публицистика, история сюжетного повествования в древнерусской литературе; в 1980—1990-е годы — творчество Л. Н. Толстого, М. А. Булгакова, И. Ильфа и Е. Петрова.
Автор около 300 научных работ, в том числе 11 монографий.
В своих публикациях подверг критике труды по истории Древней Руси известного востоковеда Л. Н. Гумилёва, отметив его вольное обращение с историческими источниками.

## Семья
- Жена — учёный-медик, основоположница советской кардиореаниматологии Ирина Ефимовна Ганелина (1921—2010).
- Двоюродный брат — литературовед Александр Миронович Гаркави.

## Основные работы
Участник коллективных трудов
- «Антифеодальные еретические движения на Руси XIV — начала XVI вв». М.; Л., 1955 (в соавт. с Н. А. Казаковой)
- «Истоки русской беллетристики» (Л., 1970; ред., соавт.);
- «История русской литературы». Т. 1 (Л., 1980);
- «Словарь книжников и книжности Древней Руси». Вып. 1—2 (Л., 1985—1987), ПЛДР.

Индивидуальные монографии
- «Идеологическая борьба в русской публицистике конца XV — начала XVI в.» (М.; Л., 1960);
- «Повесть о Дракуле» (М.; Л., 1962);
- «Общерусские летописи XIV—XV вв.» (Л., 1976);
- «Русские современники Возрождения. Книгописец Ефросин. Дьяк Федор Курицын» (Л., 1988; в сер. «Страницы истории нашей Родины»);
- «История России в летописании и восприятии Нового Времени» // Россия Древняя и Россия Новая. — СПб.: Дм. Буланин, 1997. — С. 13—171.
- «После Льва Толстого. Исторические воззрения Толстого и проблемы XX века» (СПб.: Дмитрий Буланин, 1993);
- «Две истории Руси XV века» (СПб., 1994);
- «Россия древняя и Россия новая» – СПб.: Дмитрий Буланин, 1999.
- Избранные статьи и письма. СПб, Изд. ЕУСПб, 2011.

Подготовленные в соавторстве издания в серии «Литературные памятники»
- «Послания Ивана Грозного» (М.; Л., 1951);
- «Хожение за три моря Афанасия Никитина» (М.; Л., 1958);
- «Александрия» (М.; Л., 1965);
- «Стефанит и Ихнилат» (Л., 1969);
- «Переписка Ивана Грозного с Андреем Курбским» (Л., 1979).

Участвовал в подготовке издания Радзивиловской и Новгородской Карамзинской летописей (ПСРЛ. Л., 1989. Т. 38; СПб., 2002. Т. 42).
Публикации в зарубежье
Под псевдонимом Авель Адамович Курдюмов в 1983 году было опубликовано исследование Лурье о жизни и творчестве И. Ильфа и Е. Петрова:
- «В краю непуганых идиотов» (Paris: La Presse libre, 1983). Переизд.: СПб, Изд. ЕУСПб. 2005

Подготовил и передал для публикации за границей книгу об отце, основанную на его архиве и автобиографических заметках, вышедшую под именем сестры отца Б. Я. Копржива-Лурье, «История одной жизни» (Изд-во Atheneum. Париж, 1987).